# Teater Poëzien
Teater Poëzien (een samentrekking van poëzie en zien) is een voormalig Vlaams theatergezelschap, opgericht in 1979. Het gezelschap, dat zich specialiseerde in gedramatiseerde versies van verhalen en gedichten werd in 1992 opgeheven en werd tot 1994 voortgezet als Teater Prometheus.
Naar eigen zeggen plaatste het gezelschap vooral de dramatische "visualisering van het woord" in hun werk centraal en bracht men "tekstakels"  (tekst en spektakel).
In 1982 trad het gezelschap voor het eerst op in Nederland met hun voorstelling Prévert met de poëzie van de Franse dichter Jacques Prévert. Het programma van het gezelschap werd door de recensent van De Telegraaf goed ontvangen.
Het gezelschap heeft gedurende hun bestaan ook diverse jeugdvoorstellingen geproduceerd. Zoals Annetje Lie in het Holst van de Nacht naar het boek van Imme Dros. De tekstbewerking en regie voor deze voorstelling was in handen van Jos van Geel.